# حسن رضا أفندي
حسن رضا أفندي (بالتركية: Hasan Rıza Efendi)‏ هو خطاط من الأتراك العثمانيين خلال القرن الأخير. عرف بكتابة المصاحف التي طبعت عدة مرات وكانت سبباً في ذيوع شهرته في شتى بلدان العالم الإسلامي.

## سيرة

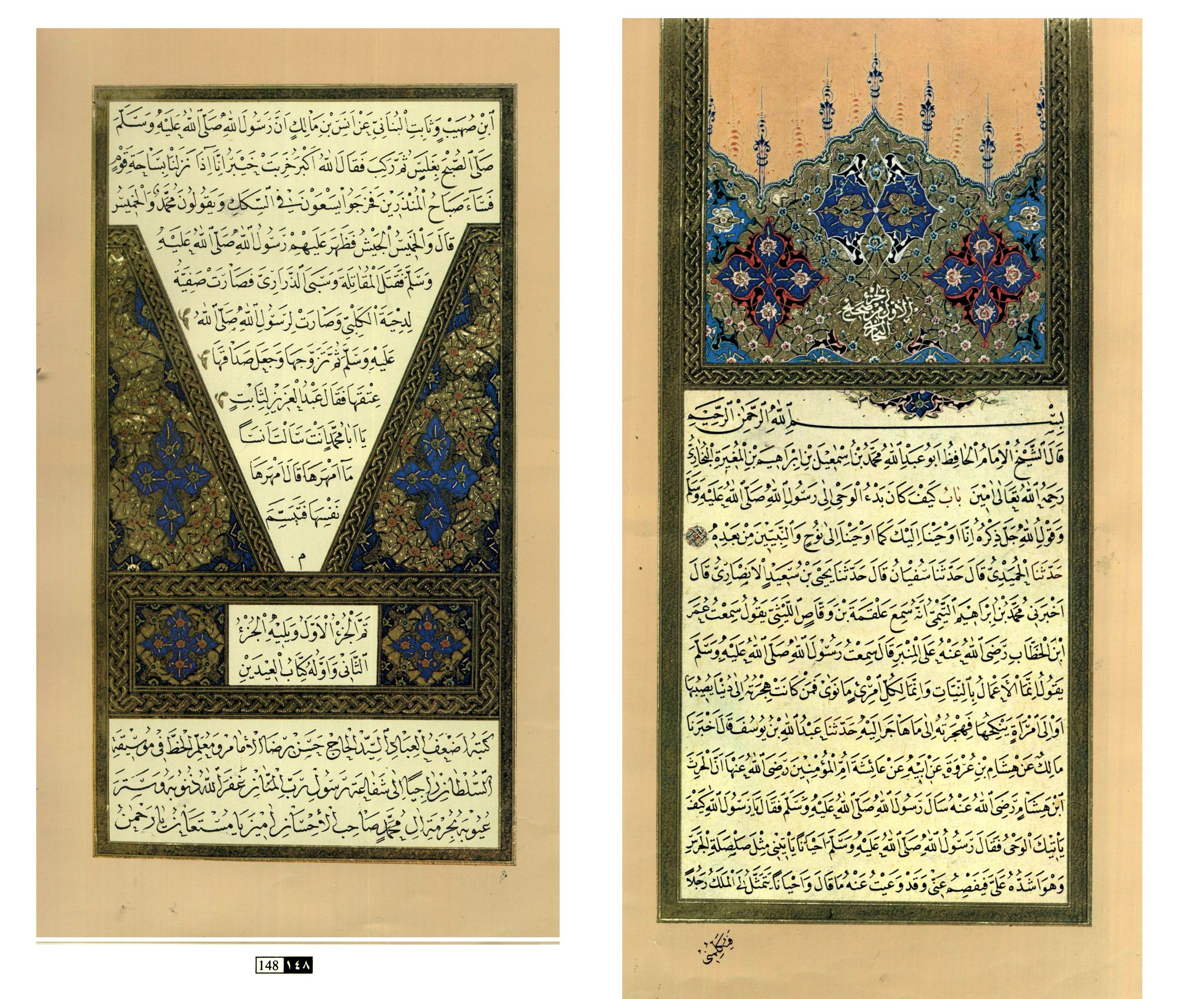

وقد ولد حسن رضا عام  1265هـ (1849م) في حي أسكدار في إسطنبول، والده أحمد نظيف أفندي أحد موظفي الوزير الصدر الأعظم مصطفى رشيد باشا، وتعلم الخط على يدي يحيى حلمي أفندي أولاً، فلما عُيّن والده نظيف أفندي رئيسًا لمديرية البريد في طرنوا (داخل حدود بلغاريا اليوم) التي هي بلده الأصلي هاجرت العائلة كلها إلى هناك. ولما عادوا إلى إسطنبول إلتحق حسن رضا بالموسيقات الهمايونية، وبدأ يتعلم خط الثلث والنسخ على يدي شفيق بك معلم الخط هناك وحصل منه على الاجازة. كما استفاد أيضا من قاضي عسكر مصطفى عزت أفندي أستاذ شفيق بك. واخذ خط التعليق عن سامي أفندي.

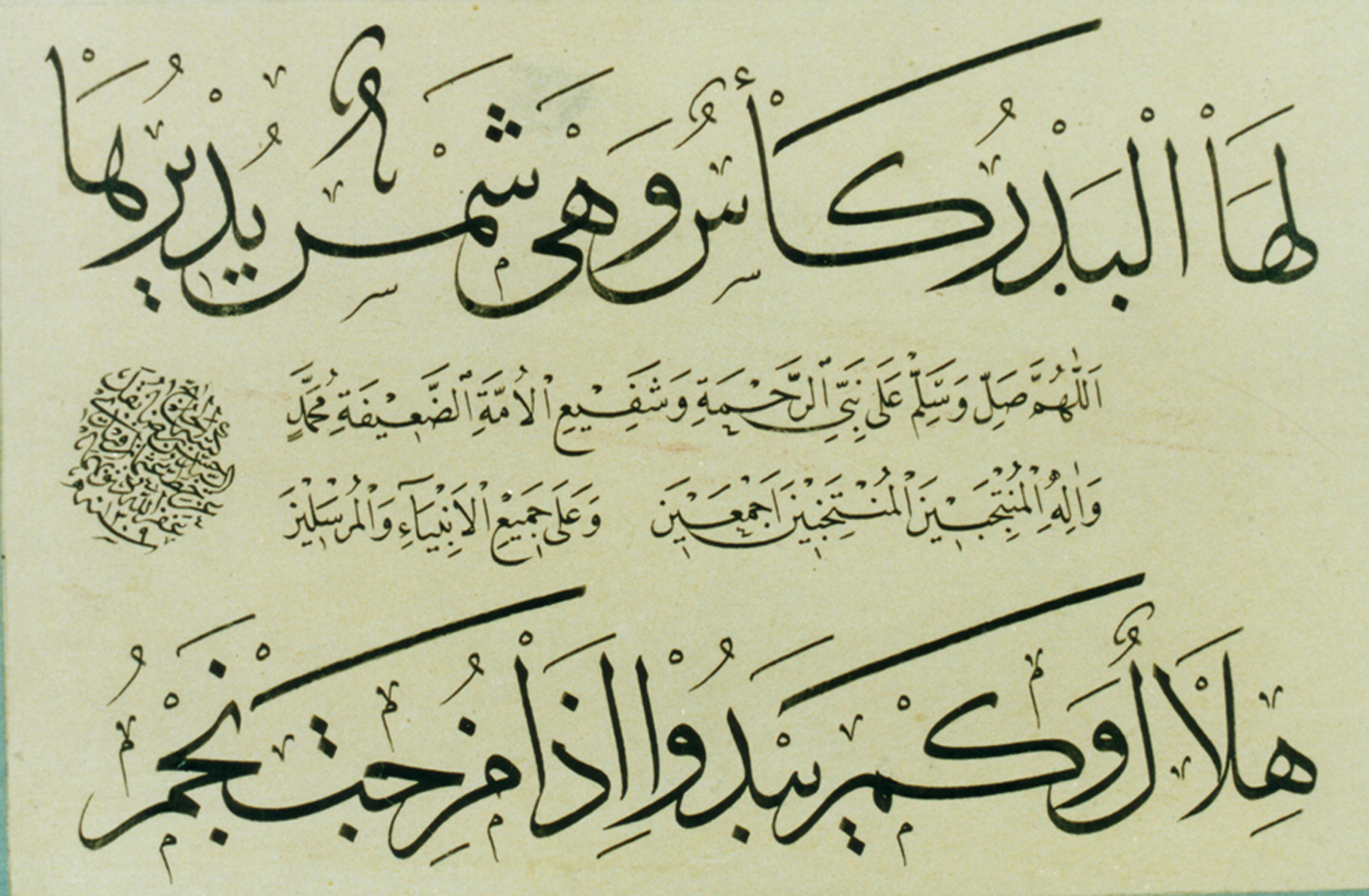

وفي عام 1288هـ (1871م) عين لإمامة الموسيقات الهمايونية، فلما أحيل استاذه شفيق بك إلى التقاعد عام 1296هـ (1879م) عين بدلاً منه معلماً للخط على رأس هذا التنظيم. وفي السادس من رجب 1322هـ الموافق 31 مايو 1914م افتتحت «مدرسة الخطاطين» في إسطنبول وعين فيها معلماً للثلث والنسخ والريحاني، فلما بدأ بصره يكف ترك وظيفته فيها.

## الوفاة
توفي في العاشر من جمادي الآخرة 1338هـ (2 مارس 1920م)، ودفن في مقابر «روملي حصار» في استانبول.

## أعمال
كتب حسن رضا أفندي عديداً من الحليات ذات المساحات الكبيرة، وبرع في النسخ والثلث. وكان يكتب التعليق والثلث الجلي. كتب 19 مصحفاً وتمتعت مصاحفه المطبوعة بانتشار وتفضيل من قبل الكثير حول العالم الإسلامي، أيضا من أشهر أعماله صحيح البخاري من 8 مجلدات كتبه بطلب من السلطان محمد رشاد في 1331هـ/ 1913م، بالإضافة إلى أعمال أخرى من لوحات.

## الإجازات
أجاز حسن رضا 17 تلميذا، ومن ضمن طلبته مصطفى حليم أفندي، وحسين حسني أفندي، شكرزادة حسين حامد أفندي.